# 劉祜 (嘉靖進士)
劉祜（1526年—？），或作劉祐，字淑脩，號拙斋，山東萊州府掖縣人，匠籍，明朝政治人物。

## 生平
嘉靖二十八年（1549年）己酉科山東鄉試第三十六名舉人。嘉靖三十二年（1553年）中式癸丑科會試第二百五十五名，三甲第一百九十七名進士。都察院观政，授直隶真定府推官，考选，授吏科给事中，四十一年四月升刑科右，四十二年任淮安府知府，历任浙江布政司右参政。隆慶元年（1567年）十月升都察院右僉都御史、巡撫大同。

## 家族
曾祖劉通；祖父劉真；父劉廷珮，省祭官。母官氏。具庆下。弟劉祚。弟劉祚。